# Lista de vice-reis do Peru
Eis uma lista de vice-reis (em espanhol: Virreyes) que governaram o Vice-Reino do Peru. Em 14 ocasiões, o vice-reinado foi administrado provisoriamente pelo Presidente da Audiência, o mais alto tribunal de Lima.

## Governadores de Nova Castela
Governo de Nova Castela (cargo criado em 1529 mediante a Capitulação de Toledo.
| Imagem | Nome                     | Início | Término             | Nota | Nomeado por |
|        | Francisco Pizarro        | 1528   | 26 de junho de 1541 | | Carlos V    |
|        | Cristóbal Vaca de Castro | 1541   | 1544                | | Carlos V    |
|        | Gonzalo Pizarro          | 1544   | 1548                | Usurpador que se auto-declarou governador do Peru. Esta alegação terminou com a Batalha de Jaquijahuana | Carlos V    |

## Vice-reis do Peru
| Imagem | Período   | Nome                                           | Nota                                        |
| ------ | --------- | ---------------------------------------------- | ------------------------------------------- |
|        | 1542–1546 | Blasco Núñez Vela (nomeado 1542, chegada 1544) |                                             |
|        | 1544–1548 | Gonzalo Pizarro                                | Governador do Peru, em oposição ao vice-rei |
|        | 1546–1550 | Pedro de La Gasca                              | Presidente da Audiência                     |
|        | 1550–1552 | Antonio de Mendoza                             |                                             |
|        | 1552–1555 | Melchor Bravo de Saravia                       | Presidente da Audiência                     |
|        | 1555–1561 | Andrés Hurtado de Mendoza                      |                                             |
|        | 1561–1564 | Diego López de Zúñiga                          |                                             |
|        | 1564      | Juan de Saavedra                               | Presidente da Audiência                     |
|        | 1564–1569 | Lope García de Castro                          | Presidente da Audiência                     |
|        | 1569–1581 | Francisco de Toledo                            |                                             |
|        | 1581–1583 | Martín Enríquez de Almanza                     |                                             |
|        | 1584      | Cristóbal Ramírez de Cartagena                 | Presidente da Audiência                     |
|        | 1584–1589 | Fernando Torres de Portugal y Mesía            |                                             |
|        | 1589–1596 | García Hurtado de Mendoza                      |                                             |
|        | 1596–1604 | Luis de Velasco y Castilla                     |                                             |
|        | 1604–1606 | Gaspar de Zúñiga y Acevedo                     |                                             |
|        | 1607      | Diego Núñez de Avendaño                        | Presidente da Audiência                     |
|        | 1607–1615 | Juan de Mendoza y Luna                         |                                             |
|        | 1615–1621 | Francisco de Borja y Aragón                    |                                             |
|        | 1621–1622 | Juan Jiménez de Montalvo                       | Presidente da Audiência                     |
|        | 1622–1629 | Diego Fernández de Córdoba                     |                                             |
|        | 1629–1639 | Luis Jerónimo de Cabrera, conde de Chinchón    |                                             |
|        | 1639–1648 | Pedro Álvarez de Toledo y Leiva                |                                             |
|        | 1648–1655 | García Sarmiento de Sotomayor                  |                                             |
|        | 1655–1661 | Luis Enríquez de Guzmán                        |                                             |
|        | 1661–1666 | Diego de Benavides y de la Cueva               |                                             |
|        | 1666–1667 | Bernardo de Iturriaza                          | Presidente da Audiência                     |
|        | 1667–1672 | Pedro Antonio Fernández de Castro              |                                             |
|        | 1672–1674 | Bernardo de Iturriaza                          | Presidente da Audiência                     |
|        | 1674–1678 | Baltasar de la Cueva Enríquez                  |                                             |
|        | 1678–1681 | Melchor Liñán y Cisneros                       |                                             |
|        | 1681–1689 | Melchor de Navarra y Rocafull                  |                                             |
|        | 1689–1705 | Melchor Portocarrero                           |                                             |
|        | 1705–1707 | Miguel Núñez de Sanabria                       | Presidente da Audiência                     |
|        | 1707–1710 | Manuel de Oms y de Santa Pau                   |                                             |
|        | 1710      | Miguel Núñez de Sanabria                       | Presidente da Audiência                     |
|        | 1710–1716 | Diego Ladrón de Guevara                        | Bispo de Quito                              |
|        | 1716      | Mateo de la Mata Ponce de León                 | Presidente da Audiência                     |
|        | 1716      | Diego Morcillo Rubio de Auñón                  |                                             |
|        | 1716–1720 | Carmine Nicolao Caracciolo                     |                                             |
|        | 1720–1724 | Diego Morcillo Rubio de Auñón                  |                                             |
|        | 1724–1736 | José de Armendáriz                             |                                             |
|        | 1736–1745 | José Antonio de Mendoza                        |                                             |
|        | 1745–1761 | José Manso de Velasco                          |                                             |
|        | 1761–1776 | Manuel de Amat y Juniet                        |                                             |
|        | 1776–1780 | Manuel de Guirior                              |                                             |
|        | 1780–1784 | Agustín de Jáuregui                            |                                             |
|        | 1784–1790 | Teodoro de Croix                               |                                             |
|        | 1790–1796 | Francisco Gil de Taboada                       |                                             |
|        | 1796–1801 | Ambrosio O'Higgins                             |                                             |
|        | 1801      | Manuel Arredondo y Pelegrín                    | Presidente da Audiência                     |
|        | 1801–1806 | Gabriel de Avilés                              |                                             |
|        | 1806–1816 | José Fernando de Abascal y Sousa               |                                             |
|        | 1816–1821 | Joaquín de la Pezuela                          |                                             |
|        | 1821–1824 | José de la Serna e Hinojosa                    |                                             |
|        | 1824–1826 | Pío de Tristán                                 |                                             |